# Últimos días de la víctima
Últimos días de la víctima és una pel·lícula argentina de suspens i misteri de 1982 dirigida per Adolfo Aristarain. Protagonitzada per Federico Luppi, Soledad Silveyra, Julio de Grazia, Ulises Dumont i Arturo Maly. Coprotagonitzada per Enrique Liporace, Elena Tasisto, Mónica Galán i Noemí Morelli. També, va comptar amb l'actuació especial de China Zorrilla i la presentació de Pablo Rago. Està basada en la novel·la homònima de José Pablo Feinmann, qui va coescriure el guió juntament a Aristarain. Va ser estrenada a Buenos Aires el 8 d'abril de 1982 i va obtenir el Cóndor de Plata al Millor director el 1983. La pel·lícula va ser seleccionada per representar l'Argentina al Oscar a la millor pel·lícula de parla no anglesa als Premis Oscar de 1982, però no va ser acceptada com a nominada.

## Argument
A Mendizábal, un assassí a sou, els seus anònims clients li ordenen un nou assassinat. Però en la persecució, precisa i obsessiva, descobrirà que només forma part d'un joc que no li pertany, d'una cadena al servei d'interessos majors.

## Repartiment
1. Federico Luppi... Raúl Mendizábal
2. Soledad Silveyra... Cecilia Ravenna
3. Julio de Grazia... Carlos Ravenna
4. Ulises Dumont... El Gato Funes
5. Arturo Maly... Rodolfo Külpe
6. Elena Tasisto... Laura Ramos de Külpe
7. Enrique Liporace... Peña
8. China Zorrilla... Beba
9. Mónica Galán... Vienna
10. Carlos Ferreira... Ferrari
11. Pablo Rago... Bruno Külpe
12. Norma Kraider... Amante de Külpe
13. Adolfo Aristarain... Kiosquero (cameo)
14. Ángel Faretta
15. Jorge Gundín
16. Kathy Saavedra
17. Noemí Morelli... Secretaria de Ravenna
18. Jorge Velurtas
19. Marcos Woinski... Pagador
20. Aldo Pastur... Periodista
21. Miriam Cóppola
22. Román Caracciolo
23. Laura Moss
24. Julián Maira
25. Mora Maira
26. Bernardo Baras
27. Jorge Safatle
28. Rubén Estrella
29. Raúl Moreno
30. Alberto Lecchi... Hombre en calle

## Premis
- Premis Cóndor de Plata (1983): Millor director.